# بيير كاو
بيير كاو (بالفرنسية: Pierre Cao)‏ هو موزع وملحن لوكسمبورغي، ولد في 22 ديسمبر 1937 في ديديلانج ‏ في لوكسمبورغ.

## وصلات خارجية
- بيير كاو على موقع IMDb (الإنجليزية)
- بيير كاو على موقع ميوزك برينز (الإنجليزية)
- بيير كاو على موقع أول ميوزيك (الإنجليزية)
- بيير كاو على موقع ديسكوغز (الإنجليزية)